# Citrullus colocynthis
Coloquinte, Coloquinte officinale
Pour les articles homonymes, voir Coloquinte.
Espèce
Classification phylogénétique
Citrullus colocynthis, la Coloquinte officinale ou coloquinte vraie, est une espèce de plante à fleurs de la famille des Cucurbitacées, sous-famille des Cucurbitoideae, tribu des Benincaseae, sous-tribu des Benincasinae. C'est une plante herbacée vivace cultivée dans le bassin méditerranéen et dans les pays tropicaux comme plante médicinale pour la pulpe de ses fruits, qui est amère et toxique et parfois pour ses graines huileuses comestibles.

## Dénominations
- Nom scientifique valide : Citrullus colocynthis (L.) Schrad., 1838[1]
- Noms vulgaires (vulgarisation scientifique) recommandés ou typiques en français : Coloquinte[2],[3],[4] ou Coloquinte officinale[5],[2]
- Autres noms vulgaires ou noms vernaculaires (langage courant) pouvant désigner éventuellement d'autres espèces : chicotin[2], citrelle[2], concombre amère[3].

Coloquinte désigne aussi en français de nombreuses courges, ou autres cucurbitacées ornementales. Il existe aussi une certaine confusion entre cette espèce et la pastèque, dont les graines sont utilisées de la même façon et qui portait autrefois le nom scientifique de Colocynthis citrullus.

## Description
C'est une plante rampante herbacée, vivace, à tiges anguleuses et rudes.
Les feuilles, alternes, longues de 5 à 10 cm, ont un limbe découpé en 5 à 7 lobes séparés par des sinus larges, le lobe central est parfois ovale.
Les fleurs monoïques, solitaires, apparaissent l'été à l'aisselle des feuilles. La corolle de couleur jaune comporte cinq lobes.
Le fruit sphérique de 5 à 10 cm de diamètre (de la taille d'une petite orange), ressemblant à une petite pastèque, de couleur verte panaché de jaune clair, devient complètement jaune à maturité. La chair légère, spongieuse, de couleur jaune orangé, est très amère et toxique. Les nombreuses graines ovoïdes et aplaties, de couleur variant de l'orange au brun noirâtre, sont comestibles.
Les substances donnant la saveur amère sont la colocynthine et la colocynthétine.

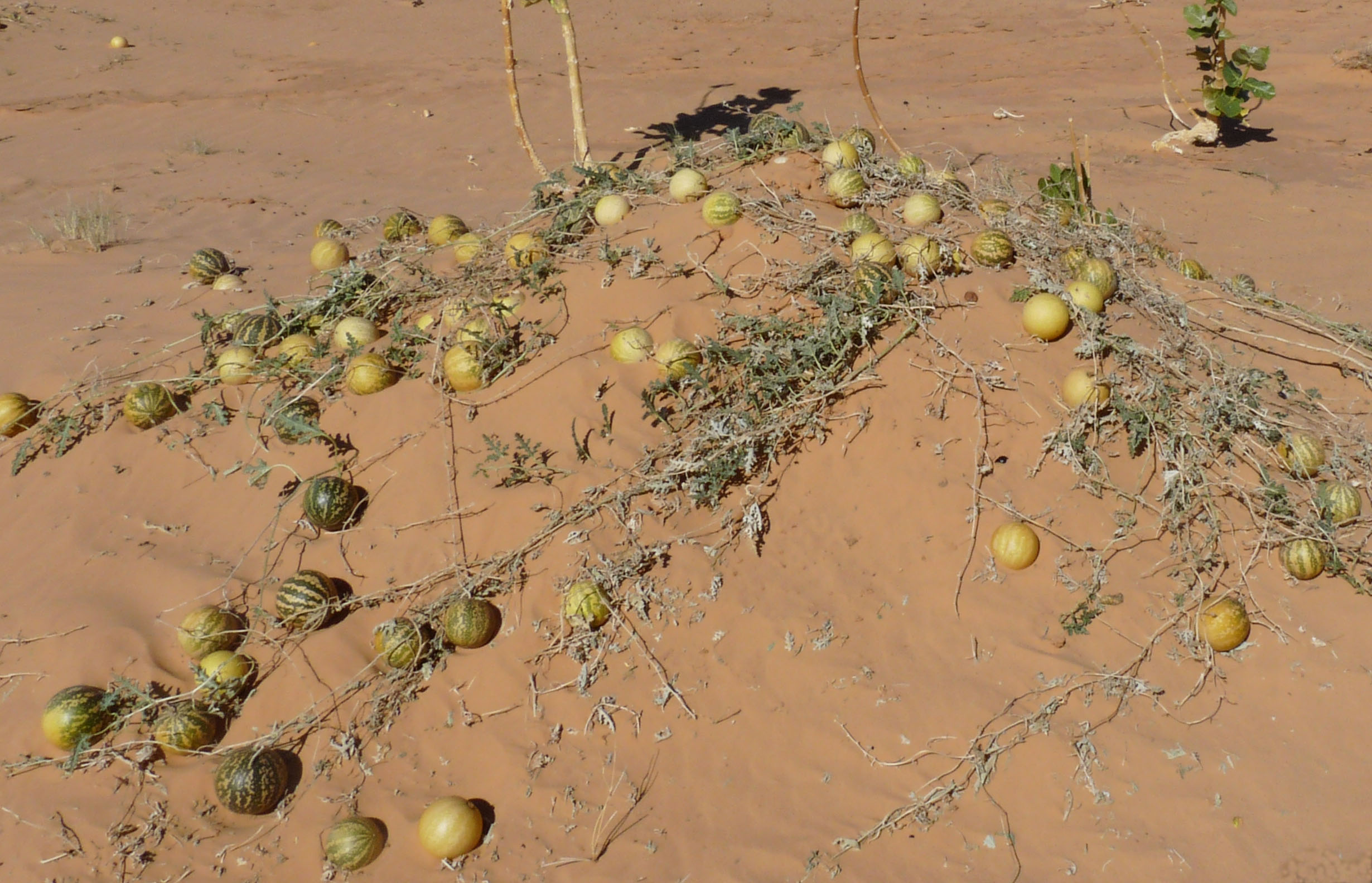
Coloquintes poussant dans le désert de l'Adrar mauritanien.
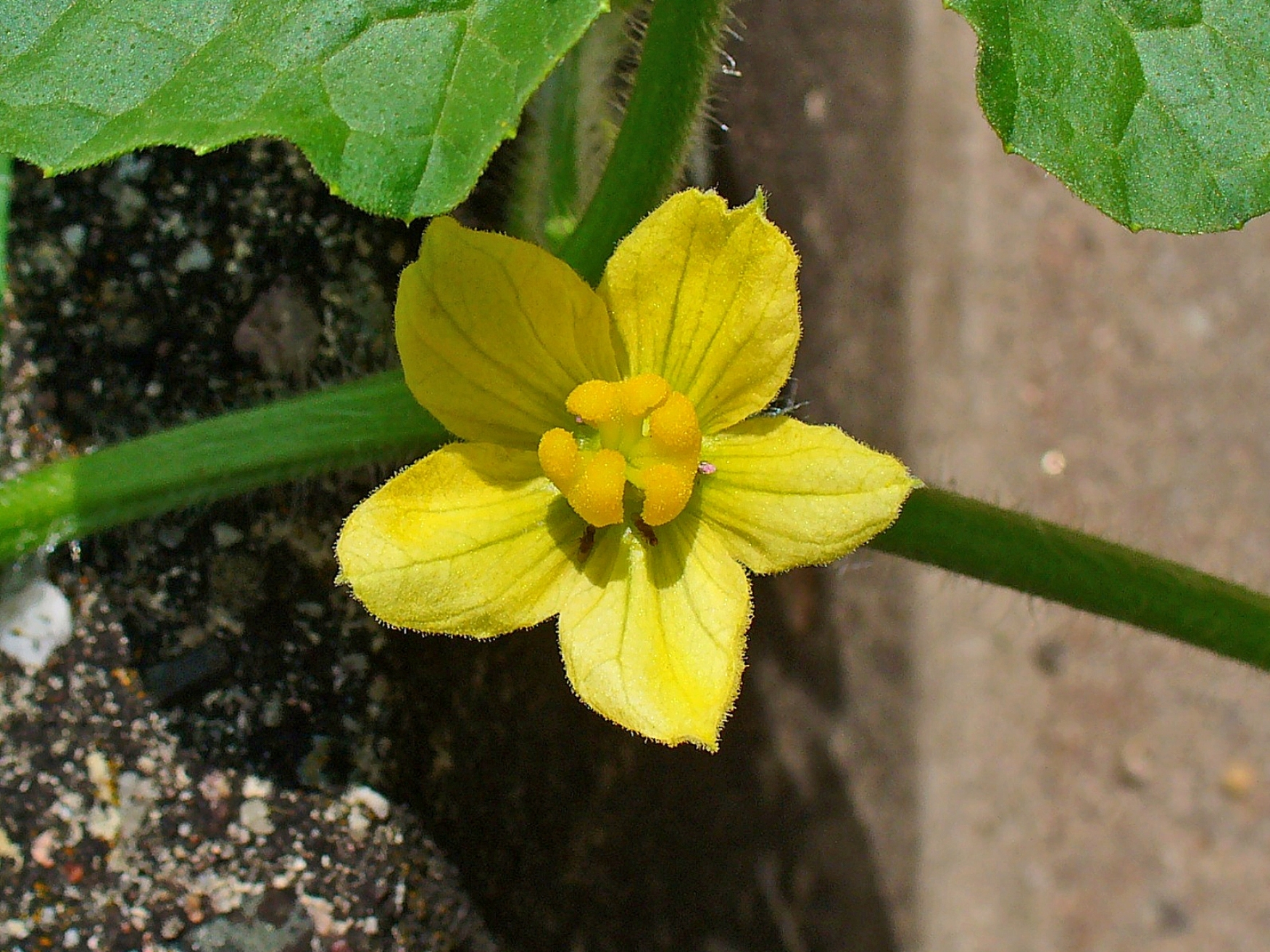
Fleur.
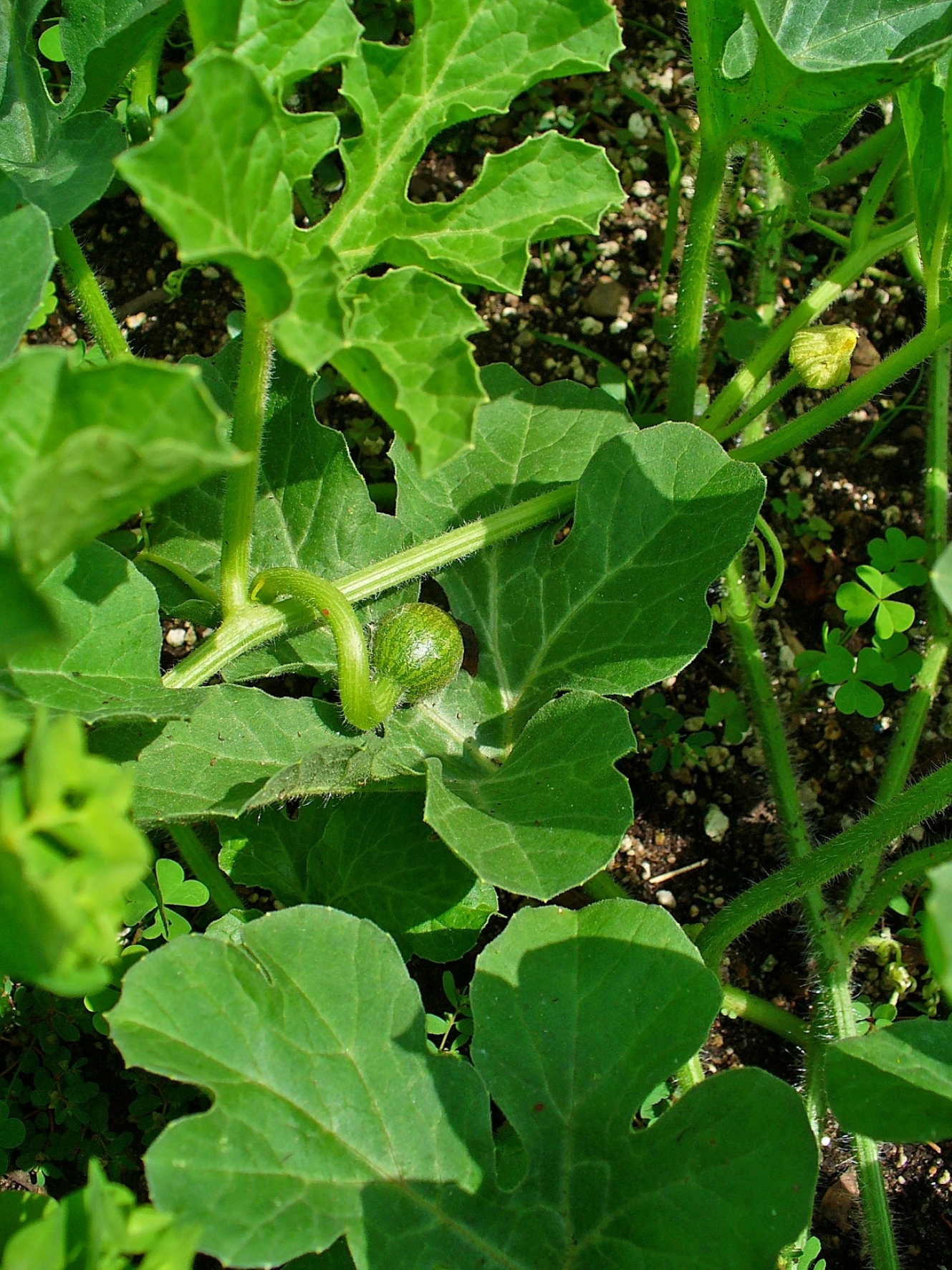
Jeune fruit et feuillage.
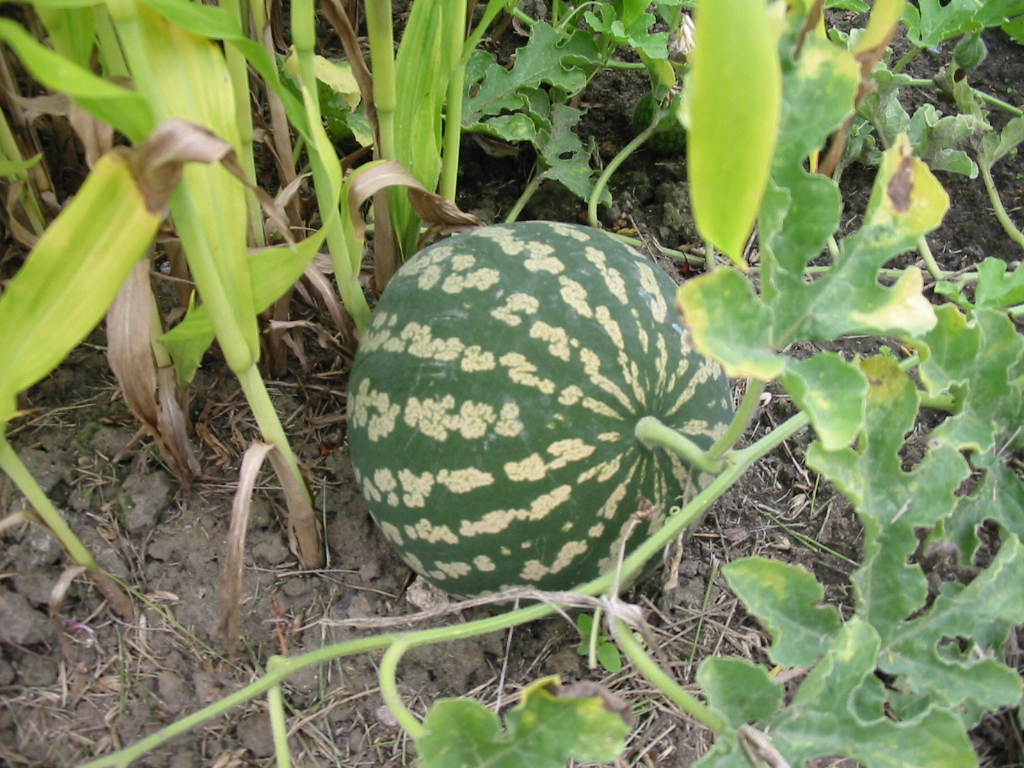
Fruit de la Coloquinte officinale.
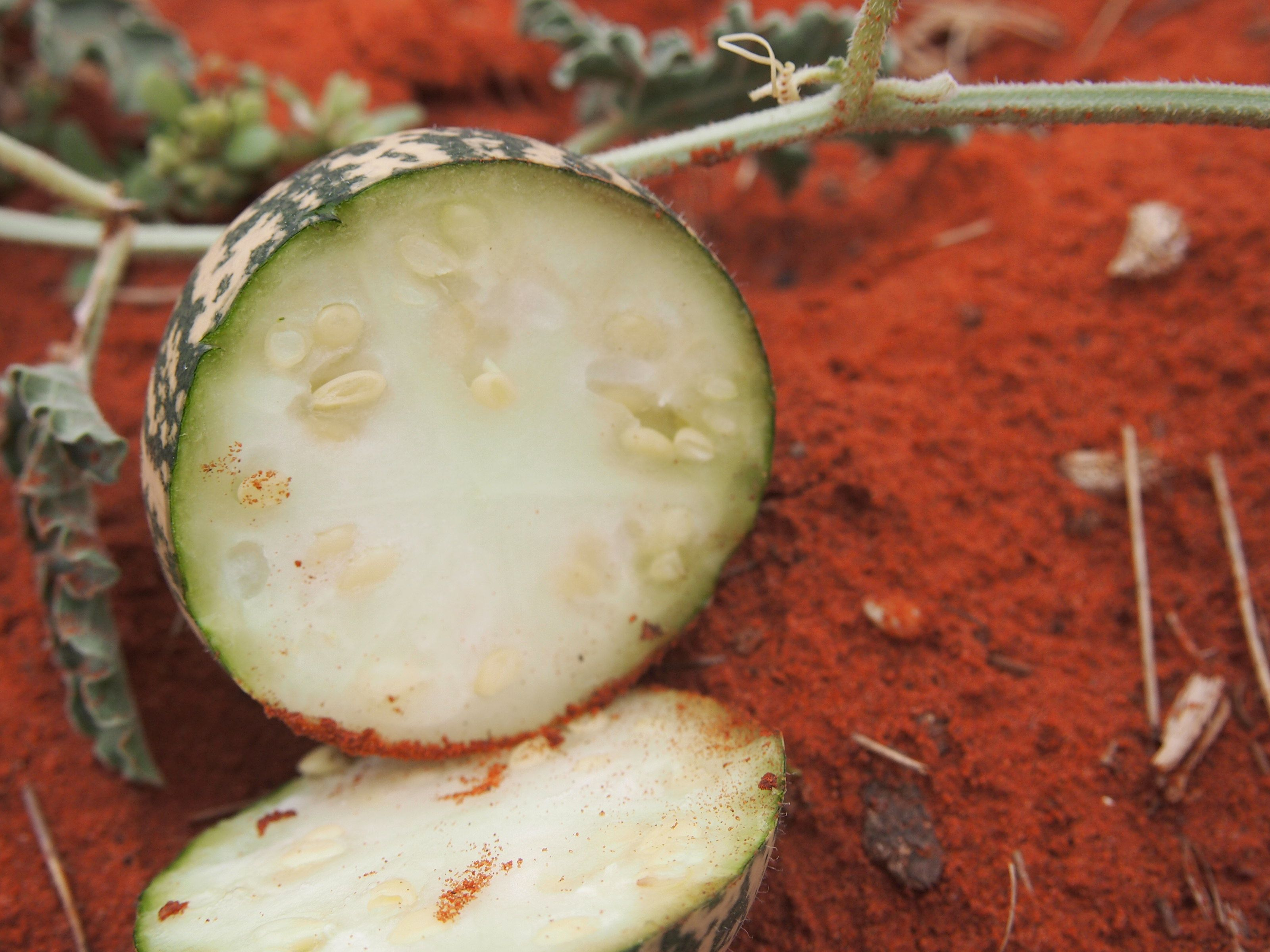
Coupe transversale dans le fruit.
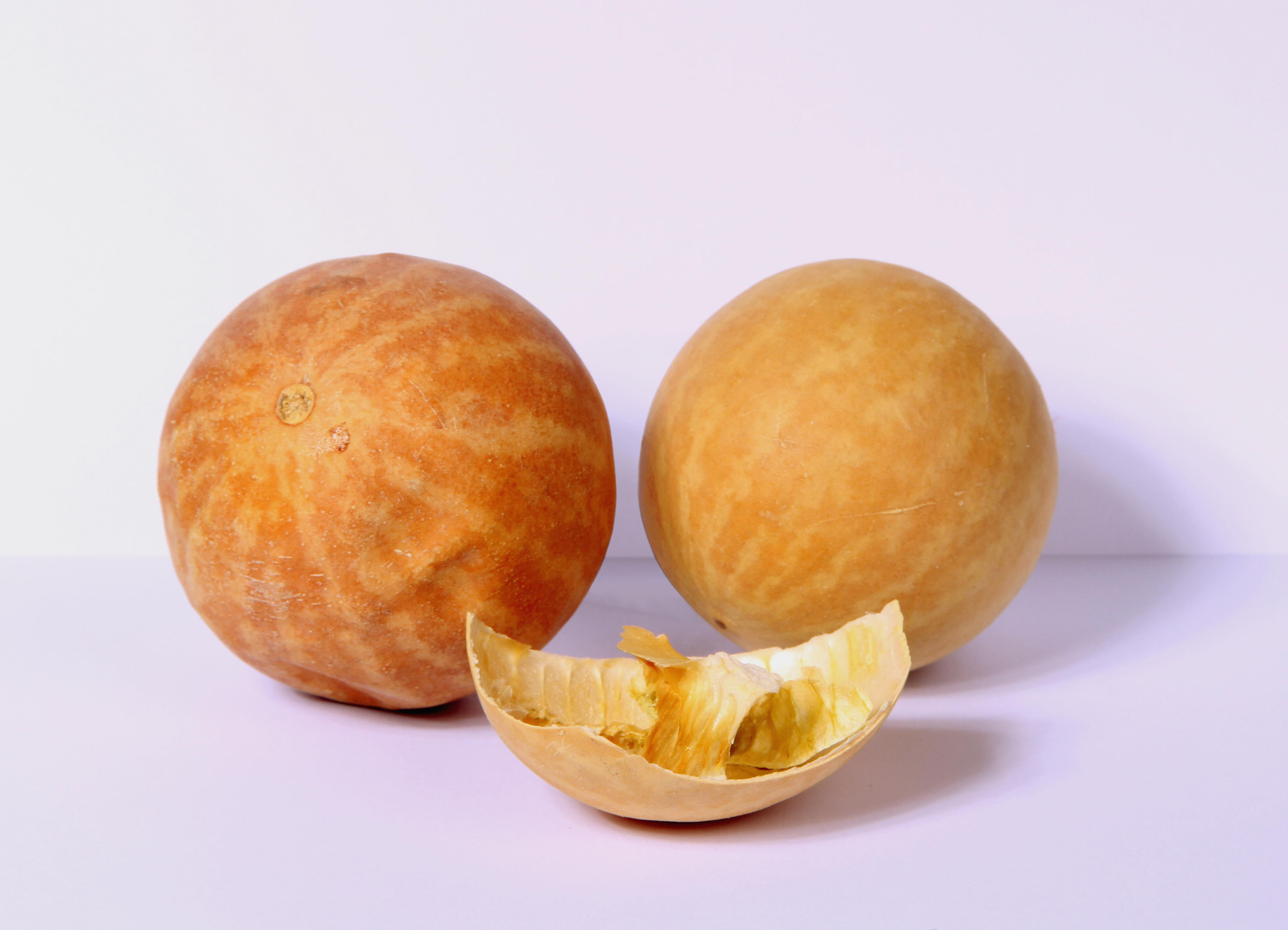
Fruit à maturité et son écorce.

## Origine et distribution
La coloquinte est une plante que l'on trouve dans l'Ancien Monde. Cette espèce serait originaire des régions désertiques sablonneuses d'Afrique. Les graines les plus anciennes (VIe millénaire avant notre ère)  ont été trouvées en Israël à Nahal Hemar (he). Elle aurait été cultivée déjà à l'époque des Assyriens. Répandue par la culture, notamment en Afrique du Nord et en Inde.
Cette plante est citée sous le nom de Coloquintida dans le capitulaire De Villis parmi les plantes recommandées pour les jardins du royaume. Selon la Bible, des sculptures de coloquintes ornaient le Temple de Salomon à Jérusalem.

## Utilisation
La pulpe séchée du fruit récolté avant complète maturité est un laxatif violent. Très amère, elle est inconsommable sauf comme purgatif. Elle est utilisée aussi comme antirhumatismal, anthelminthique, et comme remède contre les  infections de la peau.
Les graines, comestibles, contiennent 30 à 40 % d’une huile jaune clair, qui renferme un alcaloïde, un glucoside et une saponine. Elles montrent un effet insulino-stimulant. Ces graines torréfiées, riches en lipides et en protéines, ont un goût de noix et sont consommées entières dans certains pays d'Afrique.
Les racines ont des propriétés purgatives et sont utilisées contre la jaunisse, les rhumatismes et les maladies urinaires.